# Вилен (Доња Саксонија)
Вилен (њем. Wielen) општина је у њемачкој савезној држави Доња Саксонија. Једно је од 26 општинских средишта округа Графшафт Бентхајм. Према процјени из 2010. у општини је живјело 593 становника. Посједује регионалну шифру (AGS) 3456024.

## Географски и демографски подаци
Вилен се налази у савезној држави Доња Саксонија у округу Графшафт Бентхајм. Општина се налази на надморској висини од 20 метара. Површина општине износи 23,1 km². У самом мјесту је, према процјени из 2010. године, живјело 593 становника. Просјечна густина становништва износи 26 становника/km².